# Xaniona compacta
Xaniona compacta är en insektsart som först beskrevs av Sohi och Mann 1992.  Xaniona compacta ingår i släktet Xaniona och familjen dvärgstritar. Inga underarter finns listade i Catalogue of Life.